# Allen Lazard
Allen Lazard (Urbandale, 11 dicembre 1995) è un giocatore di football americano statunitense che milita nel ruolo di wide receiver per i New York Jets della National Football League (NFL).

## Carriera

### Jacksonville Jaguars
Lazard firmò con i Jacksonville Jaguars dopo non essere stato scelto nel Draft NFL 2018. Fu svincolato il 1º settembre 2018, firmando per la squadra di allenamento il giorno successivo.

### Green Bay Packers
Il 18 dicembre 2018, Lazard firmò con i Green Bay Packers. Fu svincolato il 31 agosto 2019 e firmò con la squadra di allenamento il giorno successivo. Fu promosso nel roster attivo il 4 settembre 2019.
Lazard segnò il suo primo touchdown, su un passaggio da 35 yard di Aaron Rodgers, nella settimana 6 contro i Detroit Lions il 14 ottobre 2019. La migliore partita stagionale la disputò il 1º dicembre nella vittoria per 31–13 sui New York Giants, ricevendo 3 passaggi per 103 yard e touchdown. La sua annata si chiuse con 35 ricezioni per 477 yard e 3 touchdown.
Nel terzo turno della stagione 2020, con Davante Adams infortunato, Lazard guidò la squadra con 146 yard ricevute e un touchdown nella vittoria sui New Orleans Saints. Nel divisional round dei playoff fu il migliore dei suoi con 96 yard ricevute e segnò un touchdown nella vittoria sui Los Angeles Rams.

### New York Jets
Il 14 marzo 2023 Lazard firmò con i New York Jets un contratto quadriennale del valore di 44 milioni di dollari.